# Csertán Károly
Csertán Károly Imre (Nemesapáti, Zala vármegye, 1845. október 27. – Alsóbagod, Zala vármegye, 1919. május 25.), jogász, 20 évig Zala vármegye alispánja (1886–1906), országgyűlési képviselő 1878 és 1881 között, földbirtokos, a Zalamegyei nemesi és alapítványi választmány tagja, a "Zalamegyei Gazdasági Egyesület" tagja.

## Családja és származása

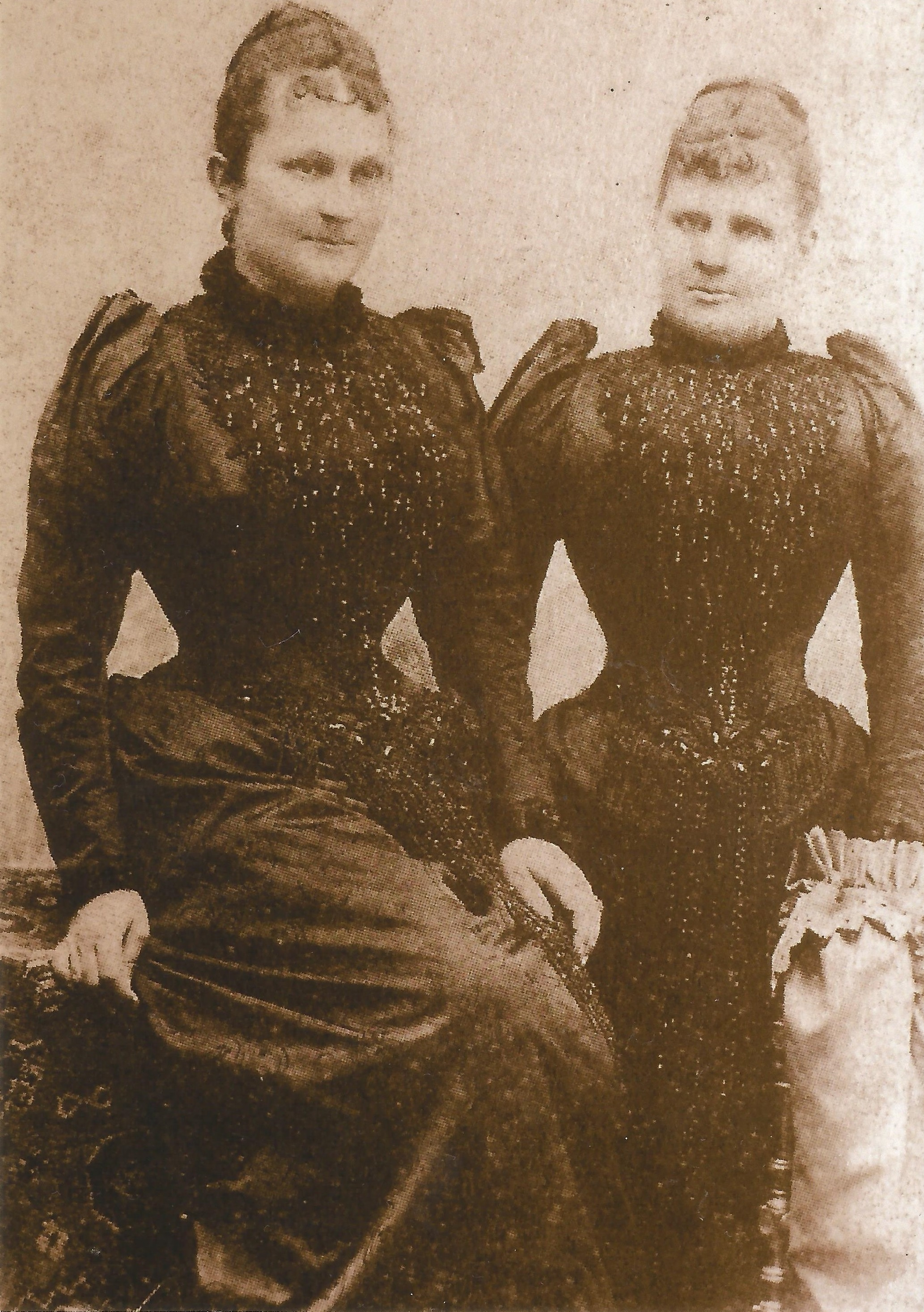
(bal oldalon) Csertán Károlyné lovászi és szentmargithai Sümeghy Magdolna (1855–1929) és leánytestvére, (jobb oldalon) Boldogfai Farkas Józsefné lovászi és szentmargithai Sümeghy Rozália (1857–1924) a család két utolsó tagja.

Csertán Károly egy zalai nemesi családban született, amely Nemesszeren lakott a 18. század végén. Az eredetileg Kislengyelben és Rózsásszegben lakó Csertánok a török kiűzése után még egy jobbágy telkes nemesi családként települtek át Nemesszerre, ahol a 19. század első felére a középbirtokos családok közé emelkedtek fel. Mária Terézia korában családja nem szerepelt az úrbéri birtokosok között. Az 1790-es nemesi összeírásban még nem szerepeltek, az 1829-esben már igen.
Csertán Károly édesapja nemes Csertán Sándor (1809-1864), táblabíró, országgyűlési képviselő, földbirtokos, édesanyja a nemesi származású szladeoviczi Szladovits családnak a sarja, szladeoviczi Szladovics Borbála (1812-1868) volt. Édesapja szorgalmas közisztviselői szolgálata, és 1848-as szabadságharc alatti politizálása korában kezdődött a Csertán család felemelkedése az ismeretlenségből. Apai nagyszülei nemes Csertán Károly (1768-1832), táblabíró, valamint 1827. november 12.-én Zala vármegye helyettes alispánjaként tevékenykedett, és felsőapáti Vargha Rozália (1775-1848) voltak. Anyai nagyszülei szladeoviczi Szladovits József (1773-1829), táblabíró, cs. és k. kapitány, és a boldogfai Farkas család sarja boldogfai Farkas Marianna (1783-1819) úrnő voltak; ennek a boldogfai Farkas Mariannának a szülei boldogfai Farkas János (1741-1788) zalai főjegyző, és lovászi és szentmargitai Sümeghy Judit (1754-1820) úrnő voltak. Apai nagyapja nemes Csertán László (1734-1787), aki először 1773. április 13-ától 1781. szeptember 24-eig az egerszegi járás alszolgabírája, majd 1781. szeptember 24-e és 1786. július 14-e között a kapornaki járás főszolgabírája. Csertán Károly fivére Csertán László (1835-1905), földbirtokos, a Zala vármegyei függetlenségi és 48-as anyapárt elnöke, aki agglegényként.

## Élete
Középiskoláit Szombathelyen végezte, ezt követően Budapesten folytatta jogi tanulmányai. Csertán Károly 1878. január 3.-a és szeptember 3.-a között a vármegyei árvaszék elnöke volt, majd 1878-tól kezdve egy választási cikluson át képviselte a zalaegerszegi kerületet az országgyűlésen 1881-ig. Az 1886. évi tisztújításkor Csertán Károlyt megválasztották a vármegye alispánjává; az alispáni széket 1886. december 1.-jétől 1906. április 18.-áig töltött be egy rendkívüli hosszú és szokatlan időn keresztül: 20 évig. Alispáni tevékenysége idején nagy figyelmet fordított a tűzrendészetre, az árvaügyre, a községi költségvetések rendben tartására a megyében, valamint gondoskodott az 1879. évi erdőtörvény következetes végrehajtásáról és szigorúan föllépett az erdőállomány pusztítása ellen. Másrészt, folytatta az elődje, unokatestvére, bocsári Svastits Benő (1833-1910) zalai alispán által elkezdett ármentesítési és vízszabályozási munkálatokat (Svastits Benő édesanyja Csertán Krisztina (1806-1888), Csertán Károly édesapjának a nővére volt). Ugyanakkor, Csertán Károly szorgalmazta a mezőgazdaság fejlesztését a megyében és sokat tett a közlekedés megjavítása, a vasútépítés érdekében. Együttesen Csertán alispán és Svastits főispán nevéhez fűződik a balatoni gőzhajózás rendszeres járatainak megindítása, majd unokatestvére halála után még 10 évig tevékenykedett mint alispán 1906 április 18-ig.
Az alispáni tisztsége betöltése vége az 1905-1906-ban Fejérváry-kormány elleni vármegyei tiltakozó mozgalomban való részvételéhez fűződik. 1905. december 12-ei vármegyei közigazgatási gyűlésén Csertán Károly elnökölt és erélyesen ellenezte a helyzetet és kifejezte az ellenszenvét az esetleges megyefőnök kinevezése miatt. Ezen a vármegyei közigazgatási gyűlésén Csertán Károly már közel fél éve helyettesítette a főispánt, aki már nyáron mondott le hivataláról. A megye vezető köreit erősen 1905 nyarától kezdve foglalkoztatta a főispáni állás esetleges betöltése. Hertelendy Ferenc, Zala megye főispánja ugyanis a politikai válság kirobbanásakor (mivel a központi kormány megyei képviselőjeként nem kívánt ütközni az ellenállást szervező, irányító csoportokkal), amelyekkel maga is egyetértett, ekkor lemondott hivataláról. 1905. december 13-án a Nedeczky Jenő által elnökölt vármegyei közgyűlésén újabb szolgabírókat választottak a megyei ellenzékből, nagymányai dr. Koller Istvánt és boldogfai dr. Farkas Istvánt. A közigazgatási bizottságból kilépő 5 tagból is újabbakat választottak helyükbe és Hertelendy Ferenc volt főispán jelentette a teljes lemondását. 1906 első hónapjaiban a vármegyék ellenállása országosan defenzív szakaszba lépett. A megyék többségében ekkor már mutatkoztak a tisztikar kifulladásának jelei. Az immár 80 főre növelt megyei alkotmányvédő bizottság 1906. január 22.-i ülésén elhangzottak és a hozott határozatok is azt jelzi, hogy próbálták a tisztviselők további ellenállását fenntartani és megőrizni a közvélemény érdeklődését, rokonszenvét is. Batthyány Pál gróf, a bizottság elnöke a következőkről tájékoztatta a jelenlevőket: „... a vett értesülések szerint az új főispán kinevezése már csak napok kérdése, ezért a megye alispánja útján az egész tisztviselői kar hazafiságára apellál és felkéri, hogy a megye határozatához ragaszkodjék, az új főispánt törvényes főispánnak el ne ismerje és annak rendeleteit ne foganatosítsa. 1906 februárjában dr. Pórteleky Lászlót az uralkodó királyi biztossá nevezte ki. 1906 április elején létrejött az egyezség az uralkodó és az ellenzék között, amely Zala megyében is az „alkotmányvédők" diadalát hozta. 1906. április 12-én szerepelt az újságban, hogy: "A fővárosi lapokból olvassuk, hogy vármegyénk főispánja boldogfai Farkas József z. egerszegi volt képviselő lesz." Hetekig nyílt kérdés volt, hogy Festetics Tasziló gróf, Farkas József, vagy Hertelendy Ferenc legyen-e a főispán. Később, 1906. április 23.-án, a zalai főispáni széket végül a 60-as bizottság elnöke, gróf Batthyány Pál (1860–1934) foglalta el.
Ezután az események után Csertán Károly végül fokozatosan feladta az erőszakkal szembeni ellenállást, ezért sokan bírálták, majd az alkotmányos rend helyreállása után megvált alispáni tisztségétől és nyugalomba vonult. Csertán Károly helyébe Árvay Lajos addigi vármegyei főjegyzőt választották meg, aki valószínűleg kellő „ügyességének" és „körültekintésének" köszönhette új hivatalát: a kritikus időszakban (március folyamán) szabadságot vett ki. A megüresedett főispáni szék is hamarosan gazdára talált. 1906. május 15-én rendkívüli közgyűlésen Árvay megnyitójában a következőket jelentette be: „...alkotmányunk helyreállíttatván, teljes fényében ragyog. Felelős minisztérium kinevezve, országgyűlés összehíva van. Vármegyénk főispáni széke is betöltetett. Ő császári és apostoli királyi felsége gróf Batthyány Pál cs. és kir. kamarás, megyei biztos és bizottsági tag urat, az alkotmányvédő bizottság érdemes elnökét méltóztatott Zala megye főispánjává legkegyelmesebben kinevezni!".
Alsóbagodban 1919. május 25-én hunyt el.

## Házasságai és gyermekei

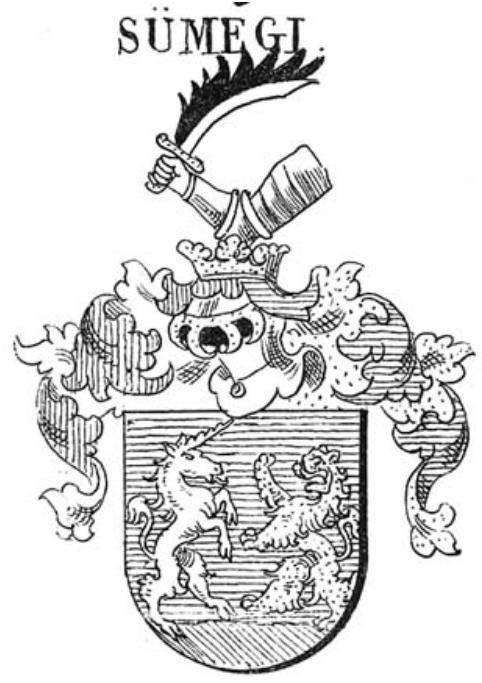
A lovászi és szentmargithai Sümeghy család címere

Csertán Károly 1875. április 19.-én feleségül vette Andráshidán a római katolikus nemesi származású hottói Nagy Malvint (Andráshida, 1857. február 12. – Alsóbagod, 1877. június 22.), hottói Nagy Károly (1816-1911),  zalaegerszegi alszolgabíró, ügyvéd, földbirtokos és a nemesi származású nemesvitai Viosz családból való nemesvitai Viosz Ilona (1830-1860) lányát. A menyasszonynak az apai nagyszülei hottói Nagy Antal (1785-1852), főszolgabíró, táblabíró, földbirtokos, és farkaspatyi Farkas Mária (1791-1855) voltak. Az anyai nagyszülei nemesvitai Viosz Imre (1787 – 1850 után, 1856 előtt) táblabíró, földbirtokos és a miskei és monostori Thassy család sarja miskei és monostori Thassy Mária (1797–1873) úrnő voltak. Csertán Károly és hottói Nagy Malvin házasságából csak egy lány jutott felnőttkorig:
- Csertán Ilona Emília Mária (Alsóbagod, 1876. február 10. – ?). Férje: dr. Plihál Viktor (Nagykanizsa, 1865. május 13. – Gelse, 1950. december 7.), országgyűlési képviselő.
- Csertán Sándor László Károly (Alsóbagod, 1877. április 27. – Alsóbagod, 1878. április 30.)

1884. május 12.-én Söjtörön vette feleségül a tekintélyes nemesi lovászi és szentmargitai Sümeghy család sarját, lovászi és szentmargitai Sümeghy Magdolna Emília (Söjtör, 1855. április 9. – Alsóbagod, 1929. október 16.) úrleányt, akinek a szülei lovászi és szentmargitai Sümeghy Ferenc (1819-1869) országgyűlési képviselő, földbirtokos és séllyei Séllyey Magdolna (1822–1901) voltak. Az apai nagyszülei lovászi és szentmargitai Sümeghy József (1757–1832), királyi tanácsos, Zala vármegye alispánja, táblabíró, földbirtokos és Málits Rozália (1791–1851) voltak. Az anyai nagyszülei séllyei Séllyey Elek (1788–1850), Zala vármegye másodalispánja, táblabíró, földbirtokos és nemes Csertán Rozália (1794–1855) voltak. A régi magyar nagyasszonyoknak ez a nemes mintaképe, mivel Sümeghy Magdolna a nyugdíját sohasem vette fel, hanem a vármegye szegény nyugdíjasai részére engedte át. Az esküvőn a tanúk boldogfai Farkas József (1857–1951), országgyűlési képviselő, közbirtokos, és besenyői és velikei Skublics István (1826–1899) közbirtokosok voltak. A Csertán Károly és Sümeghy Magdolna házasságából született:
- Csertán Ferenc László (Zalaegerszeg, 1887. szeptember 25. – Zalaegerszeg, 1972. május 25.), 1935-ben összesen 889 kataszteri holddal rendelkező zalai földbirtokos.[24] 1. neje: révfalusi Szentmihályi Irma Aranka Klementina (Pápa, 1893. február 17. – Pacsa, 1960. március 14.). 2. neje: székudvari Horváth Berta Mária Katalin (Kassa, 1893. szeptember 25. – Zalaegerszeg, 1982. november 1.).[25]
- Csertán Sándor (Zalaegerszeg, 1889. június 2. – Budapest, 1920. március 26.).
- Csertán Elek (Zalaegerszeg, 1891. április 30. – Budapest, 1937. november 6.), 1935-ben összesen 1057 kataszteri holddal rendelkező földbirtokos, Zala vármegye törvényhatóság bizottsági tagja. Neje: pálfiszeghi Pálffy Margit Irma Stefánia (Pacsa, 1902. szeptember 24. – Budapest, 1994. június 12.).[26]
- Csertán Margit Mária (Zalaegerszeg, 1893. február 22. – Zalaegerszeg, 1982). Férje: miskei és monostori dr. Thassy Kristóf Antal Lajos (Zalaegerszeg, 1887. január 17.– Bagodvitenyéd, 1959. március 12.) jogász, az Egyesült Keresztény Párt országgyűlési képviselője 1939 és 1944 között, főhadnagy, földbirtokos.[27]

## Származása
| nemes Csertán Károly Imre (Nemesapáti, Zala vármegye, 1845. október 27. – Alsóbagod, Zala vármegye, 1919. május 25.), jogász, Zala vármegye alispánja, országgyűlési képviselő, földbirtokos | Apja: nemes Csertán Sándor Wolfgang Boldizsár (Nemesszer, 1809. január 25. – Gelse, 1864. január 23.) táblabíró, ügyvéd, Zala vármegyei származású kormánybiztos az 1848–49-es forradalom és szabadságharc alatt, országgyűlési képviselő, földbirtokos. | Apai nagyapja: nemes Csertán László „Károly” (Nemesszer, 1768. július 5. – Nemesszer, 1832. november 10.) táblabíró, a kapornaki járás főszolgabírája, földbirtokos. | Apai nagyapai dédapja: nemes Csertán László (1734 – Nemesszer, 1787. május 25.) szolgabíró, földbirtokos. jogász, Zala vármegyei táblabíró, boldogfai földbirtokos |
| nemes Csertán Károly Imre (Nemesapáti, Zala vármegye, 1845. október 27. – Alsóbagod, Zala vármegye, 1919. május 25.), jogász, Zala vármegye alispánja, országgyűlési képviselő, földbirtokos | Apja: nemes Csertán Sándor Wolfgang Boldizsár (Nemesszer, 1809. január 25. – Gelse, 1864. január 23.) táblabíró, ügyvéd, Zala vármegyei származású kormánybiztos az 1848–49-es forradalom és szabadságharc alatt, országgyűlési képviselő, földbirtokos. | Apai nagyapja: nemes Csertán László „Károly” (Nemesszer, 1768. július 5. – Nemesszer, 1832. november 10.) táblabíró, a kapornaki járás főszolgabírája, földbirtokos. | Apai nagyapai dédanyja: Hahót nembeli csányi Csány Rozália (1740 – 1783 február 18.) (Szülei: Csány Ferenc, ügyvéd és Huszár Anna) |
| nemes Csertán Károly Imre (Nemesapáti, Zala vármegye, 1845. október 27. – Alsóbagod, Zala vármegye, 1919. május 25.), jogász, Zala vármegye alispánja, országgyűlési képviselő, földbirtokos | Apja: nemes Csertán Sándor Wolfgang Boldizsár (Nemesszer, 1809. január 25. – Gelse, 1864. január 23.) táblabíró, ügyvéd, Zala vármegyei származású kormánybiztos az 1848–49-es forradalom és szabadságharc alatt, országgyűlési képviselő, földbirtokos. | Apai nagyanyja: nemes Vargha Rozália (1775 – Gelse, 1848. július 18.)                                                                                                | Apai nagyanyai dédapja: nemes Vargha Ferenc földbirtokos |
| nemes Csertán Károly Imre (Nemesapáti, Zala vármegye, 1845. október 27. – Alsóbagod, Zala vármegye, 1919. május 25.), jogász, Zala vármegye alispánja, országgyűlési képviselő, földbirtokos | Apja: nemes Csertán Sándor Wolfgang Boldizsár (Nemesszer, 1809. január 25. – Gelse, 1864. január 23.) táblabíró, ügyvéd, Zala vármegyei származású kormánybiztos az 1848–49-es forradalom és szabadságharc alatt, országgyűlési képviselő, földbirtokos. | Apai nagyanyja: nemes Vargha Rozália (1775 – Gelse, 1848. július 18.)                                                                                                | Apai nagyanyai dédanyja: galánthai Bessenyey Rozália |
| nemes Csertán Károly Imre (Nemesapáti, Zala vármegye, 1845. október 27. – Alsóbagod, Zala vármegye, 1919. május 25.), jogász, Zala vármegye alispánja, országgyűlési képviselő, földbirtokos | Anyja: szladeoviczi Szladovits Borbála Klára (Zalaboldogfa, 1812. július 30. – Nemesapáti, 1868. június 22.) | Anyai nagyapja: szladeoviczi Szladovits József (Simonyi, 1773. november 25. – Zalaboldogfa, 1829. február 26.) táblabíró, cs. és k. kapitány, földbirtokos.          | Anyai nagyapai dédapja: szladeoviczi Szladovits Károly (1749 – Szombathely, 1811. december 30.) Vas vármegye alispánja, táblabíró, főszolgabíró, földbirtokos (Szülei: Szladovits János, földbirtokos és koronghi Lippich Terézia)                                                                                                   |
| nemes Csertán Károly Imre (Nemesapáti, Zala vármegye, 1845. október 27. – Alsóbagod, Zala vármegye, 1919. május 25.), jogász, Zala vármegye alispánja, országgyűlési képviselő, földbirtokos | Anyja: szladeoviczi Szladovits Borbála Klára (Zalaboldogfa, 1812. július 30. – Nemesapáti, 1868. június 22.) | Anyai nagyapja: szladeoviczi Szladovits József (Simonyi, 1773. november 25. – Zalaboldogfa, 1829. február 26.) táblabíró, cs. és k. kapitány, földbirtokos.          | Anyai nagyapai dédanyja: nemes Balla Katalin (Simonyi, 1749. április 24. – Simonyi, 1804. december 21.) (Szülei: Balla István, zalaboldogfai földbirtokos és kiskoltai Koltay Rozália lánya) |
| nemes Csertán Károly Imre (Nemesapáti, Zala vármegye, 1845. október 27. – Alsóbagod, Zala vármegye, 1919. május 25.), jogász, Zala vármegye alispánja, országgyűlési képviselő, földbirtokos | Anyja: szladeoviczi Szladovits Borbála Klára (Zalaboldogfa, 1812. július 30. – Nemesapáti, 1868. június 22.) | Anyai nagyanyja: boldogfai Farkas Marianna (Zalaboldogfa, 1783. január 2. – Zalaboldogfa, 1819. március 4.)                                                          | Anyai nagyanyai dédapja: boldogfai Farkas János (Boldogfa, 1741. november 17. –Zalaegerszeg, Zala vármegye, 1788. november 12.) jogász, Zala vármegyei Ítélőszék elnöke, Zala vármegye főjegyzője, táblabíró, földbirtokos (Szülei: boldogfai Farkas Ferenc Zala vármegye alispánja, táblabíró, földbirtokos és barkóczi Rosty Anna) |
| nemes Csertán Károly Imre (Nemesapáti, Zala vármegye, 1845. október 27. – Alsóbagod, Zala vármegye, 1919. május 25.), jogász, Zala vármegye alispánja, országgyűlési képviselő, földbirtokos | Anyja: szladeoviczi Szladovits Borbála Klára (Zalaboldogfa, 1812. július 30. – Nemesapáti, 1868. június 22.) | Anyai nagyanyja: boldogfai Farkas Marianna (Zalaboldogfa, 1783. január 2. – Zalaboldogfa, 1819. március 4.)                                                          | Anyai nagyanyai dédanyja: lovászi és szentmargitai Sümeghy Judit (Alsóbagod, 1754. február 28. – Alsóbagod, 1820. február 15.) (Szülei: nemes Sümeghy Ferenc, Zala vármegye táblabírája, földbirtokos és pókafalvi Póka Marianna) |